# Pont de la Badia de Sydney
El Pont de la Badia de Sydney (Sydney Harbour Bridge en anglès) és un pont de ferro d'un sòl arc per a ferrocarril, vehicles, bicicletes i vianants que uneix el sud i el nord de la ciutat de Sydney a través de la Badia de Jackson. L'espectacular vista del pont, amb la badia i l'edifici de l'Òpera de Sydney és una icona coneguda arreu del món tant de la ciutat com de tot Austràlia. El pont és anomenat familiarment pels habitants locals el "Penja-robes", per la seva forma característica.
Sota la direcció de l'enginyer John Bradfield, del Departament d'Obres Públiques de l'estat de Nova Gal·les del Sud, el pont fou dissenyat i construït per la firma Dorman Long, de Middlesbrough (Anglaterra). Es va començar a construir el 28 de juliol de 1923 i es va acabar el 19 de gener de 1932. Finalment, fou inaugurat el 19 de març següent. Segons el Guinness World Records, és el pont amb una llum més ampla del món. També és el cinquè pont d'arc més llarg del món, i el pont d'arc de ferro més alt del món, amb una alçada de 134 metres des del nivell de l'aigua. A més, fins al 1967 va ser l'estructura més alta de Sydney. El pas pel pont suposa el pagament d'un peatge.

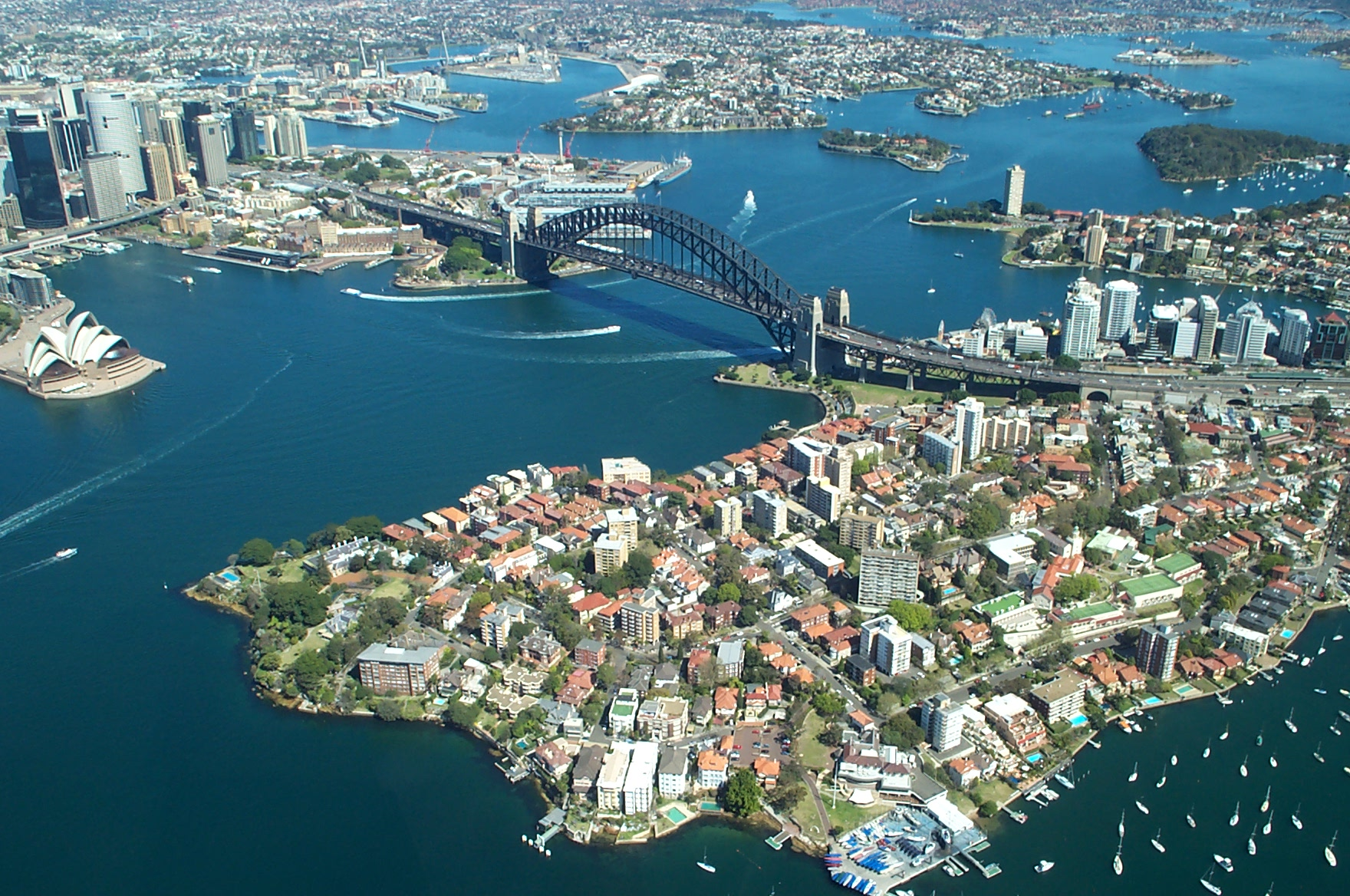
La badia de Sydney des de l'aire, amb l'Òpera a l'esquerra i el pont.
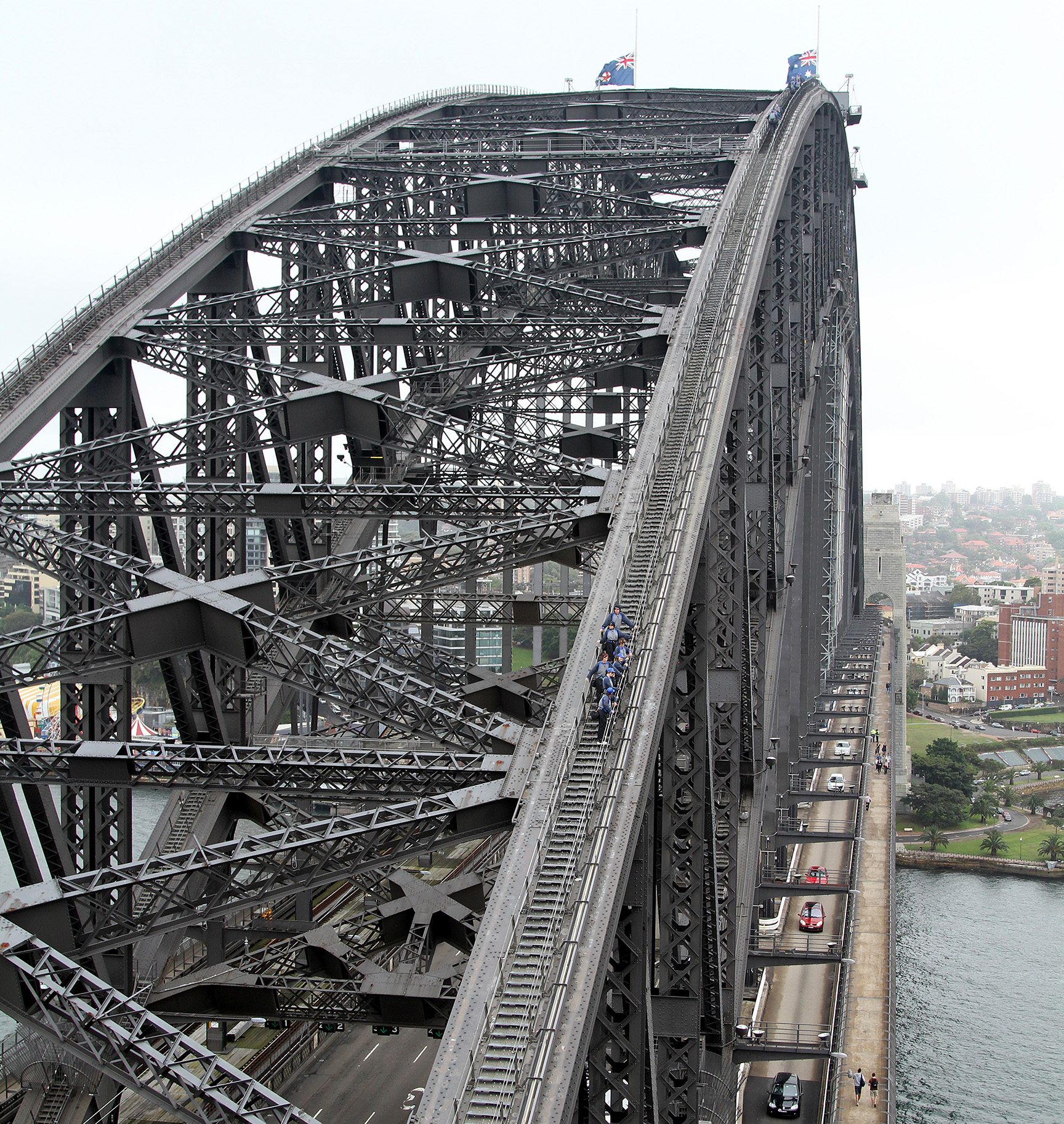
Grups de turistes escalant l'arc (uns a mig aire, i altres arribant al cim).
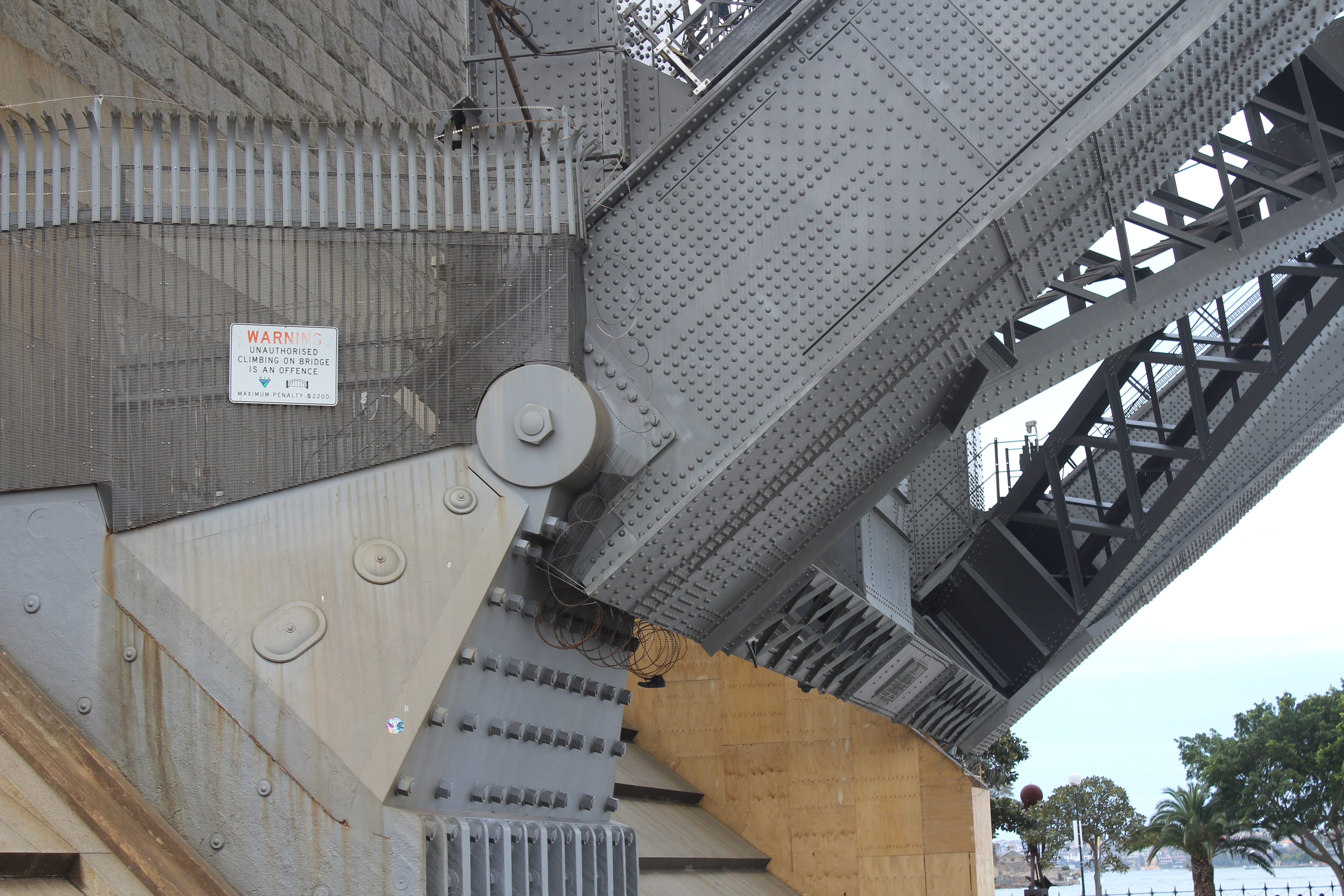
Les frontisses del pont
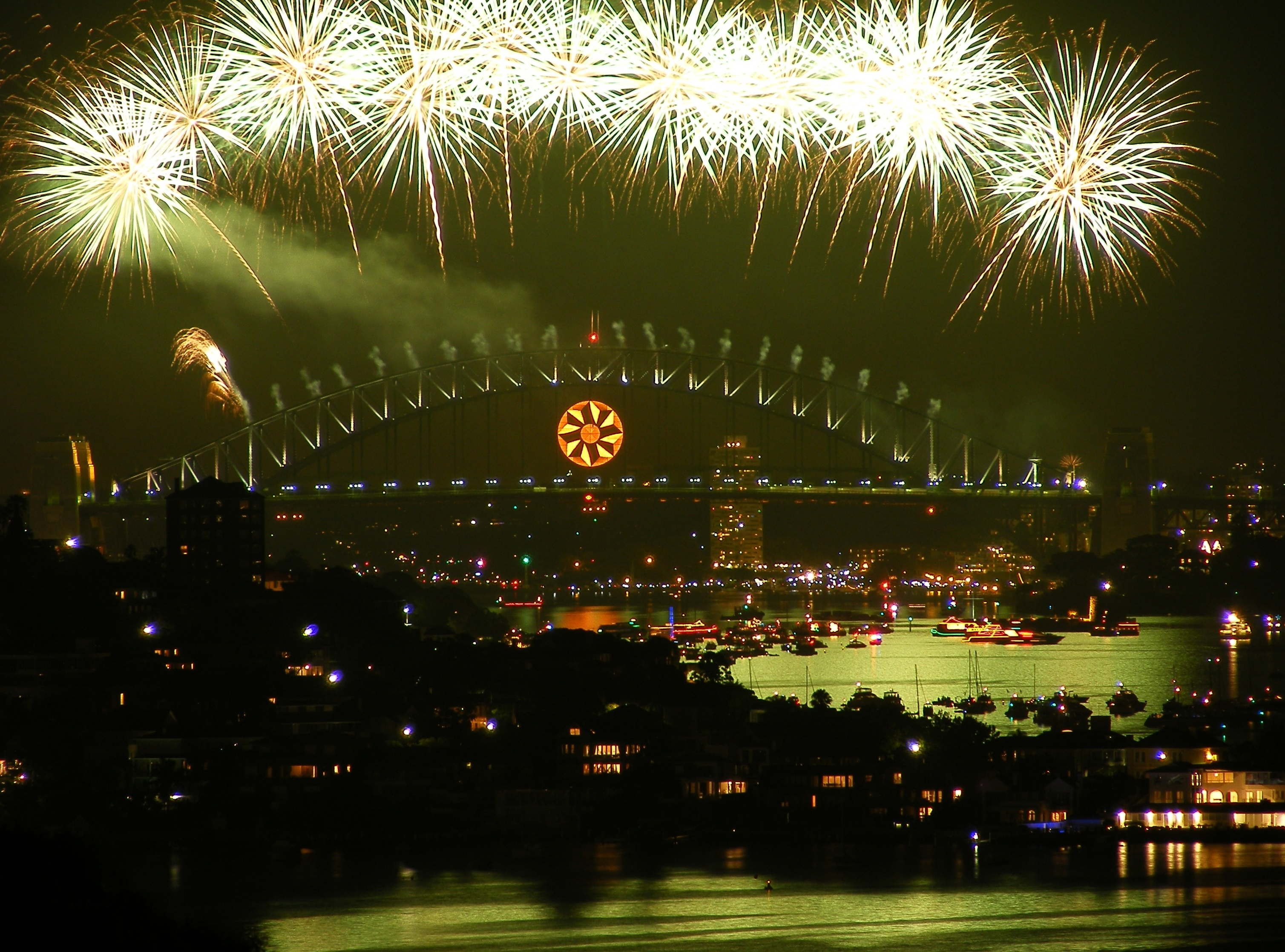
Focs artificials sobre el pont per celebrar l'Any Nou de 2008.
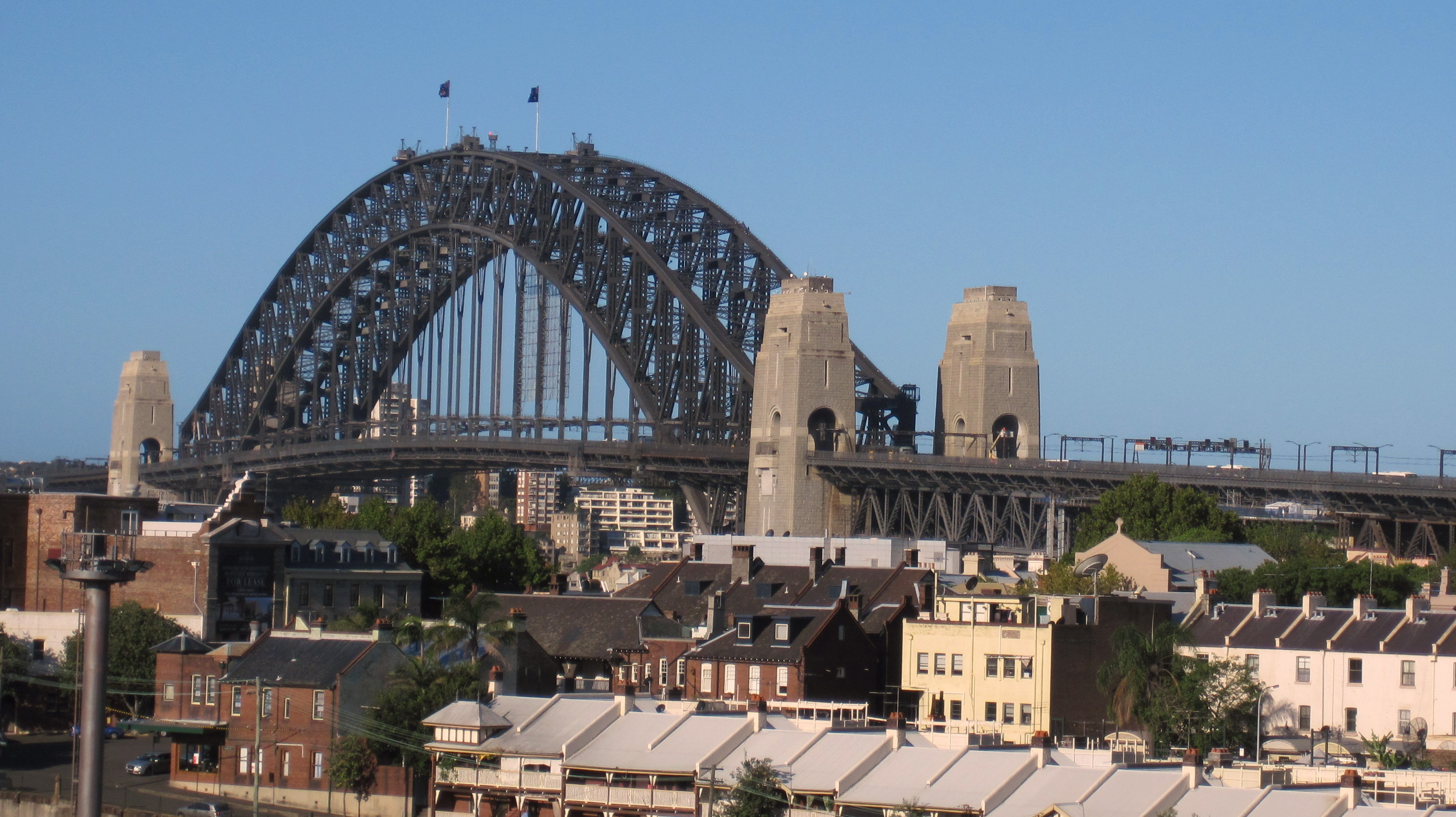
El pont vist des de la ciutat.